# Linia kolejowa nr 900
Linia kolejowa nr 900 – zelektryfikowana, jednotorowa linia kolejowa łącząca stację Ostrołęka z bocznicą szlakową Goworki.